# مانامی کونیشی
مانامی کونیشی (انگلیسی: Manami Konishi؛ زادهٔ ۲۷ اکتبر ۱۹۷۸) یک هنرپیشه، و خواننده اهل ژاپن است.
از فیلم‌ها یا برنامه‌های تلویزیونی که وی در آن نقش داشته است می‌توان به آبی اشاره کرد.